# Día Sexto
David Saiz Moreno, conocido artísticamente como Día Sexto (Valencia, España; 31 de octubre de 1986) es un vocalista de rap en español. Es especialmente conocido por ser uno de los miembros de Sons of Aguirre, un grupo de rap satírico que ironiza sobre el sistema capitalista y lo critica desde una perspectiva izquierdista.

## Biografía
Interesado en la música desde niño, le encantaba crear melodías y ritmos. Comenzó con ritmos electrónicos, debido a que era el género que más conocía. No obstante, posteriormente se fue extendiendo a otros estilos musicales, mientras aprendía informática musical. Su acercamiento al rap fue a través de artistas como ToteKing o El Chojin. Otras de sus influencias importantes son Avalanch, Antonín Dvořák, Avantasia, Mägo de Oz, Gamma Ray o Dark Moor.
Su nombre artístico proviene de "David", pronunciado "Deivid", "Dei" (day) "día" en inglés y la "V" y la "I" para crear el número romano VI (sexto). Más tarde dio el salto al rap, siempre con claras influencias del rock, el heavy y la música clásica. Debido a la musicalidad de sus canciones, suele pensarse que Día Sexto es un grupo, aunque él mismo ha aclarado que produce sus temas en solitario, valiéndose de programas informáticos y de un teclado. Además, rechaza a las discográficas y aboga por la honradez y la cultura libre.
Distribuye su música en YouTube, así como en otras plataformas como Spotify, pero siempre de forma libre y gratuita. Su salto a la fama fue con el tema ''Ven, fóllame'', una canción de temática sexual compuesta para el programa de radio Ponte a prueba en 2008.
Sus argumentos más recurrentes son la crítica social y la sátira humorística. Aunque a lo largo de su carrera ha cantado en diferentes estilos, el rap ha sido siempre su base, mezclando otros géneros con Hip hop. Su música suele tener un marcado carácter izquierdista, llegando a autodefinirse él mismo como Marxista-Leninista, y orientando sus temáticas hacia lo social y la crítica del sistema capitalista.

## Polémica
A raíz de su salto a la fama con la canción ''Ven, fóllame'' el programa de radio Ponte a prueba comenzó a comercializar la canción permitiendo descargarla como ringtone previo pago, lucrándose con la obra del artista; según él, sin avisarlo. A raíz de eso decidió demandarlos, exigiendo todos los beneficios derivados de esa acción.
Finalmente el programa cedió a las presiones, dándole lo recaudado de cara a evitar el juicio y el posible escándalo derivado.
Varias de sus canciones han causado conflictos con personas como Arturo Pérez-Reverte, Inés Arrimadas o Bertín Osborne.

## Discografía
- 2006: Rap-Art
- 2008: 2.0.0.8
- 2009: Fibra Sensible
- 2010: R-Evolución
- 2011: El Secreto de Ki.En.Gi.
- 2012: Tiempos de Cambio
- 2016: (con Sons of Aguirre): Si es legal es ético, si no fuera ético, sería ilegal
- 2018: (con Sons of Aguirre & Scila): Azul/Rojo
- 2019: Laniakea
- 2019: (con Sons of Aguirre & Scila): Lo que ocurrió mientras mirabas al otro lado
- 2022: (con Sons of Aguirre & Scila): Vamos a Morir Todos
- 2022: Siempre Salta Alguna Muela